# Cochea
Cochea est un corregimiento situé dans le district de David, province de Chiriquí, au Panama. En 2010, la localité comptait 2 470 habitants.